# Molina de Aragón
Molina de Aragón es un municipio y localidad española de la provincia de Guadalajara, en la comunidad autónoma de Castilla-La Mancha. Cabeza del partido judicial de su mismo nombre y capital y centro económico de la comarca del Señorío de Molina-Alto Tajo, cuenta con una población de 3280 habitantes (INE 2024). Tiene el título de ciudad.

## Geografía

### Ubicación
Integrado en la comarca del Señorío de Molina, de la que ejerce de capital, se sitúa a 139 km de la capital provincial.
El municipio está atravesado por la carretera nacional N-211, entre los pK 57 y 69, así como por la carretera autonómica CM-210 que permite la comunicación con Rueda de la Sierra y Poveda de la Sierra.
El término municipal engloba además del núcleo principal, Molina, las siguientes entidades de población: Anchuela del Pedregal, Cubillejo de la Sierra, Cubillejo del Sitio y Tordelpalo.
Limita al norte con el municipio de Rueda de la Sierra, al noreste con Tortuera y Embid, al este con Campillo de Dueñas y La Yunta, al sureste con Castellar de la Muela, al sur con Prados Redondos, al suroeste con Castilnuevo, al oeste con Corduente, y al noroeste con Rillo de Gallo.
| Noroeste: Rillo de Gallo          | Norte: Rueda de la Sierra y Tortuera | Noreste: Embid y La Yunta      |
| Oeste: Rillo de Gallo y Corduente |                                      | Este: Campillo de Dueñas       |
| Suroeste: Corduente y Castilnuevo | Sur: Prados Redondos                 | Sureste: Castellar de la Muela |

Molina de Aragón se encuentra muy cercana al parque natural del Alto Tajo, con especies mediterráneas de media y alta montaña, en óptimo estado de conservación y uno de los mayores conjuntos de cañones fluviales del interior peninsular.

### Relieve
El relieve del territorio está caracterizado por la elevada altitud del sistema Ibérico castellano, suavizada por el río Gallo. La altitud del municipio oscila entre los 1446 m en la sierra de Caldereros (Cerro del Águila), situada al norte, y los 1030 m a orillas del río Gallo. La localidad molinesa se alza a 1161 m sobre el nivel del mar.

### Geología
Como en gran parte del este de la provincia de Guadalajara, los suelos predominantes son los del Mesozoico, principalmente los jurásicos y triásicos. La localidad se halla sobre un terreno de dolomías jurásicas y arcillas versicolores triásicas. El cauce del río Gallo a la altura de su paso por la localidad está formado de calizas dolomíticas y margas de origen cretácico. A pesar de no ser dominantes en la composición geológica del municipio, existen suelos de conglomerados del mioceno tanto en la parte sureste de este como al norte de Cubillejo del Sitio. En la parte noreste del término existen suelos de material de glacis cuaternario. Los terrenos paleozoicos se reducen a los suelos del pérmico saxoniense (arcillolitas y pizarras negras) que se encuentran al norte de la localidad de Molina.
El término municipal de Molina pertenece a la demarcación del propuesto Geoparque de la comarca de Molina y el Alto Tajo, que englobaría a 70 municipios de la provincia y 4186,9 km² de extensión. Constituye además la localidad más importante dentro de él. Los materiales de los que están formados los suelos del geoparque son extremadamente variados y este incluye en su propuesta la protección de varios lugares de interés geológico especial, entre los que se encuentra el cañón del río Gallo.

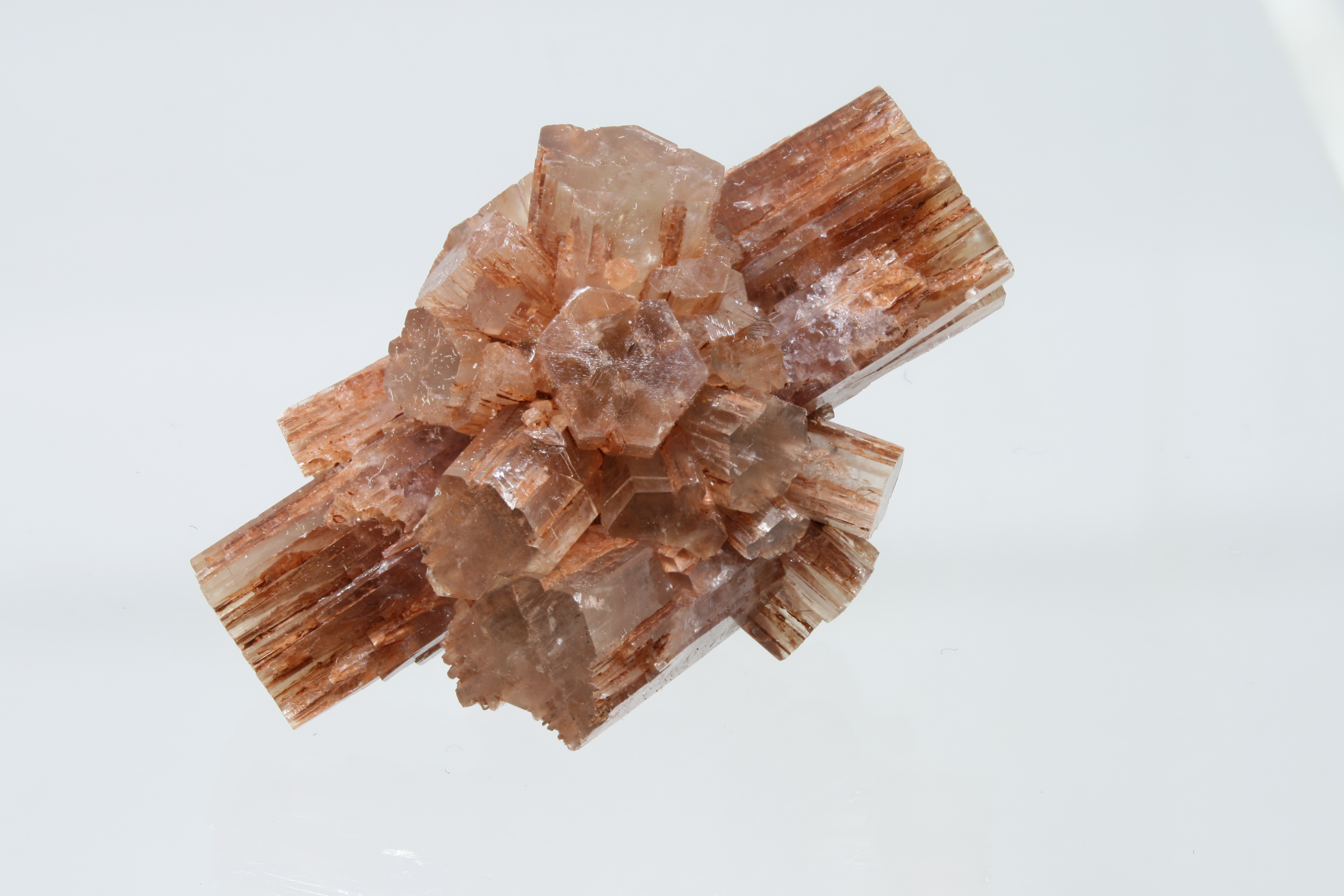
Ejemplar de aragonito procedente de la localidad tipo, en Molina de Aragón

Además, en esta localidad fue descrito el mineral conocido como aragonito, un mineral polimorfo de la calcita.

### Hidrografía

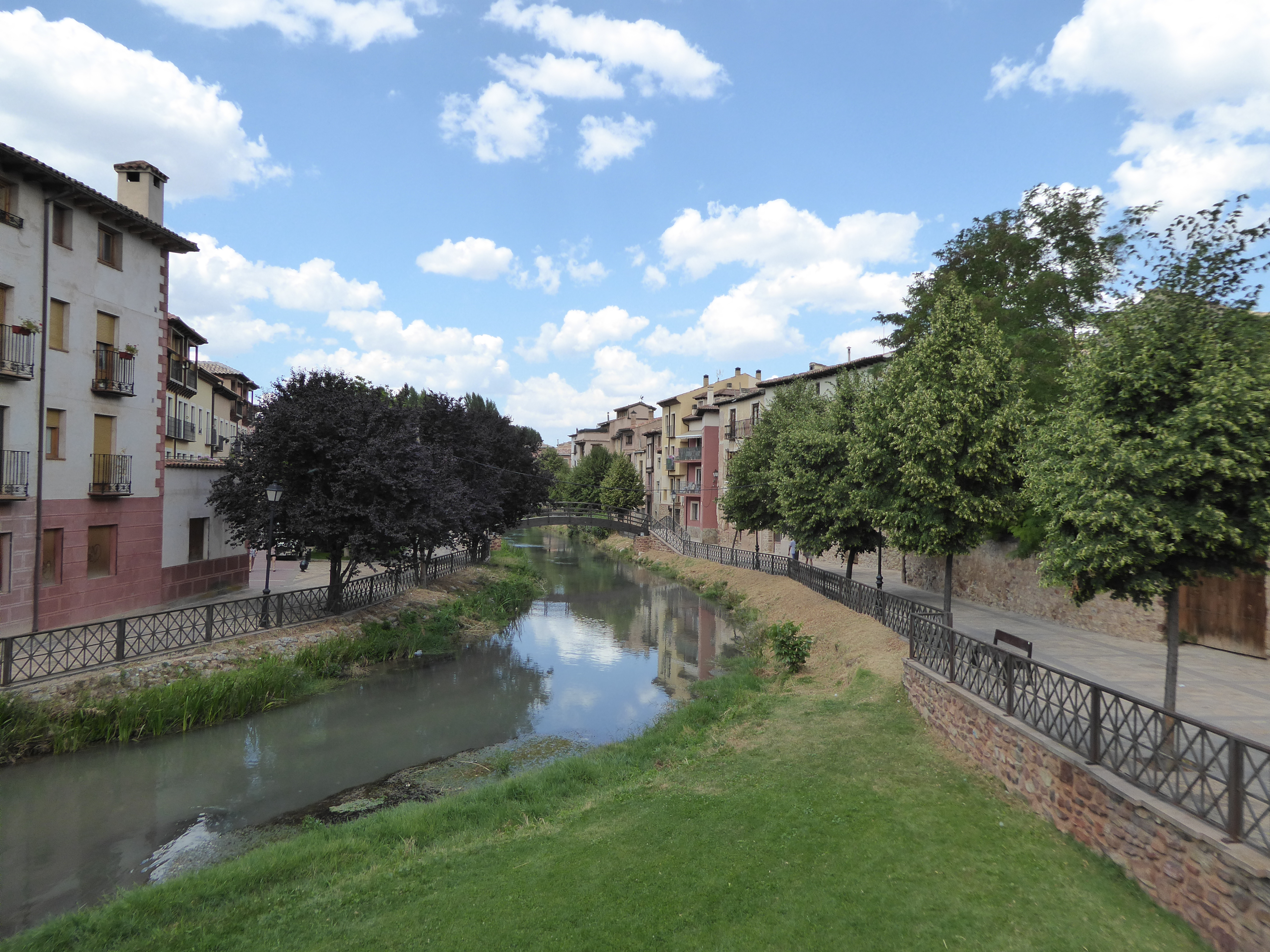
Río Gallo a su paso por Molina

El río Gallo, afluente por la margen derecha del Tajo, atraviesa la localidad. También puede citarse la Cava, una rambla que solía llevar agua, desviada para la construcción del Paseo de los Adarves por su recorrido, que hacia 1930 produjo una grave inundación.[cita requerida]

### Clima
Molina de Aragón posee un clima frío en un contexto ibérico con un importante grado de continentalidad. De acuerdo con los valores de la tabla a continuación, el clima de Molina de Aragón se etiqueta como Cfb en la clasificación climática de Köppen modificada. Los inviernos son en cualquier caso bastante fríos y rigurosos, con un promedio de 44 noches por debajo de -5 °C y una media anual de 122 noches con helada. Los veranos son agradables y en promedio la máxima diaria solo rebasa la barrera de los 30 °C durante 40 días al año. En la estación meteorológica de Molina de Aragón se han registrado mínimas absolutas históricas que han llegado hasta los -28 °C, midiéndose en su estación meteorológica las temperaturas más bajas de España. El 28 de enero de 1952 se registró una temperatura de -28,2 °C y el 17 de diciembre de 1963 se registró -28 °C. Las precipitaciones anuales promedio son de 443,1 mm.
| Parámetros climáticos promedio de Observatorio de Molina de Aragón (1062 m s. n. m.) (periodo de referencia: 1991-2020, extremos: 1949-presente) | Parámetros climáticos promedio de Observatorio de Molina de Aragón (1062 m s. n. m.) (periodo de referencia: 1991-2020, extremos: 1949-presente) | Parámetros climáticos promedio de Observatorio de Molina de Aragón (1062 m s. n. m.) (periodo de referencia: 1991-2020, extremos: 1949-presente) | Parámetros climáticos promedio de Observatorio de Molina de Aragón (1062 m s. n. m.) (periodo de referencia: 1991-2020, extremos: 1949-presente) | Parámetros climáticos promedio de Observatorio de Molina de Aragón (1062 m s. n. m.) (periodo de referencia: 1991-2020, extremos: 1949-presente) | Parámetros climáticos promedio de Observatorio de Molina de Aragón (1062 m s. n. m.) (periodo de referencia: 1991-2020, extremos: 1949-presente) | Parámetros climáticos promedio de Observatorio de Molina de Aragón (1062 m s. n. m.) (periodo de referencia: 1991-2020, extremos: 1949-presente) | Parámetros climáticos promedio de Observatorio de Molina de Aragón (1062 m s. n. m.) (periodo de referencia: 1991-2020, extremos: 1949-presente) | Parámetros climáticos promedio de Observatorio de Molina de Aragón (1062 m s. n. m.) (periodo de referencia: 1991-2020, extremos: 1949-presente) | Parámetros climáticos promedio de Observatorio de Molina de Aragón (1062 m s. n. m.) (periodo de referencia: 1991-2020, extremos: 1949-presente) | Parámetros climáticos promedio de Observatorio de Molina de Aragón (1062 m s. n. m.) (periodo de referencia: 1991-2020, extremos: 1949-presente) | Parámetros climáticos promedio de Observatorio de Molina de Aragón (1062 m s. n. m.) (periodo de referencia: 1991-2020, extremos: 1949-presente) | Parámetros climáticos promedio de Observatorio de Molina de Aragón (1062 m s. n. m.) (periodo de referencia: 1991-2020, extremos: 1949-presente) | Parámetros climáticos promedio de Observatorio de Molina de Aragón (1062 m s. n. m.) (periodo de referencia: 1991-2020, extremos: 1949-presente) |
| Mes | Ene. | Feb. | Mar. | Abr. | May. | Jun. | Jul. | Ago. | Sep. | Oct. | Nov. | Dic. | Anual |
| --- | --- | --- | --- | --- | --- | --- | --- | --- | --- | --- | --- | --- | --- |
| Temp. máx. abs. (°C) | 21.4 | 26.8 | 26.8 | 29.6 | 33.2 | 37.8 | 38.0 | 38.0 | 36.4 | 30.0 | 23.6 | 19.2 | 38.0 |
| Temp. máx. media (°C) | 8.8 | 10.8 | 14.4 | 16.5 | 20.9 | 26.1 | 30.0 | 29.7 | 24.3 | 18.4 | 12.0 | 9.2 | 18.4 |
| Temp. media (°C) | 2.8 | 3.9 | 6.8 | 9.1 | 13.1 | 17.5 | 20.4 | 20.3 | 15.9 | 11.2 | 6.0 | 3.3 | 10.9 |
| Temp. mín. media (°C) | -3.3 | -3.0 | -0.8 | 1.7 | 5.2 | 8.8 | 10.9 | 10.9 | 7.4 | 4.1 | 0.0 | -2.6 | 3.3 |
| Temp. mín. abs. (°C) | -28.2 | -20.2 | -15.6 | -8.6 | -5.2 | -1.8 | 1.0 | 0.0 | -3.6 | -6.4 | -15.6 | -28.0 | -28.2 |
| Precipitación total (mm) | 28 | 24 | 37 | 50 | 60 | 45 | 18 | 24 | 43 | 46 | 39 | 31 | 444 |
| Días de precipitaciones (≥ 1 mm) | 5.7 | 5.2 | 6.9 | 8.8 | 8.7 | 6.1 | 2.8 | 3.0 | 4.7 | 7.5 | 6.9 | 5.9 | 72.5 |
| Días de nevadas (≥ 0.01 mm) | 5.2 | 4.3 | 3.6 | 1.9 | 0.3 | 0.0 | 0.0 | 0.0 | 0.0 | 0.2 | 1.6 | 2.2 | 18.2 |
| Horas de sol | 133 | 155 | 202 | 207 | 239 | 282 | 335 | 307 | 237 | 177 | 120 | 115 | 2484 |
| Humedad relativa (%) | 74 | 67 | 63 | 62 | 58 | 53 | 47 | 48 | 57 | 67 | 73 | 76 | 62 |
| Fuente: Agencia Estatal de Meteorología | | | | | | | | | | | | | |

Algunos de los récords climatológicos registrados en el observatorio de Molina de Aragón desde 1949 son: La temperatura máxima absoluta de 38 °C registrada el 14 de agosto de 1987, la temperatura mínima absoluta de -28,2 °C registrados el 28 de enero de 1952, la precipitación máxima en un día de 70 mm registrada el 30 de julio de 1970, y la máxima racha de viento de 104 km/h registrada el 2 de diciembre de 1976.

## Historia

### Edad Media

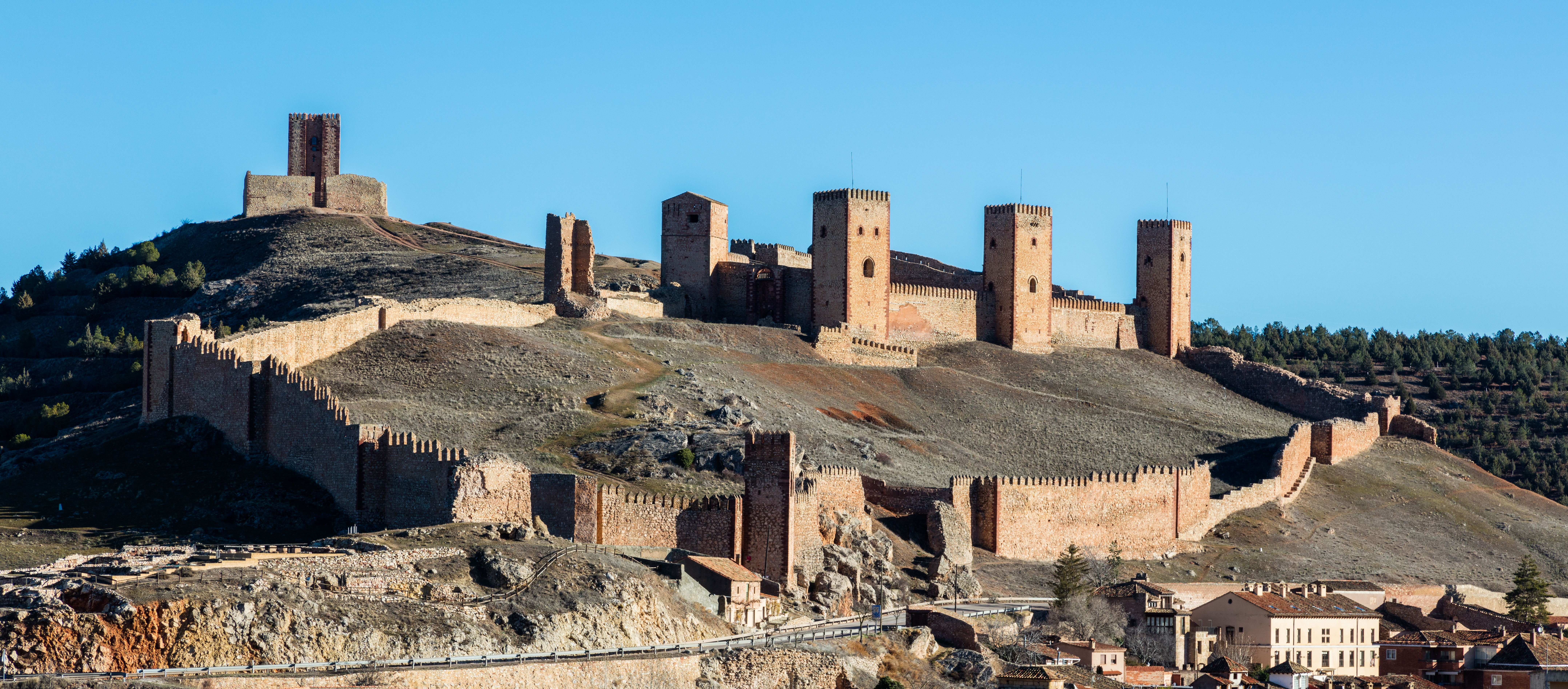
Castillo de Molina de Aragón

Durante el periodo califal, la zona debió de estar muy poco habitada. Según Menéndez Pidal, sus habitantes habrían sido principalmente bereberes arabizados. Posteriormente, con la desintegración del califato, se formó un pequeño reino de taifa, mencionado en el épico cantar del Mío Cid. Durante la Reconquista fue tomada por el rey aragonés Alfonso I el Batallador en 1128. El heredero de Alfonso I, su hermano Ramiro II, optó por ceder a Castilla las tierras correspondientes al señorío de Molina. La repoblación la hizo pues la Corona de Castilla, por estar situada al oeste del Sistema Ibérico; posteriormente la zona retornó a manos musulmanas, concretamente almorávides.

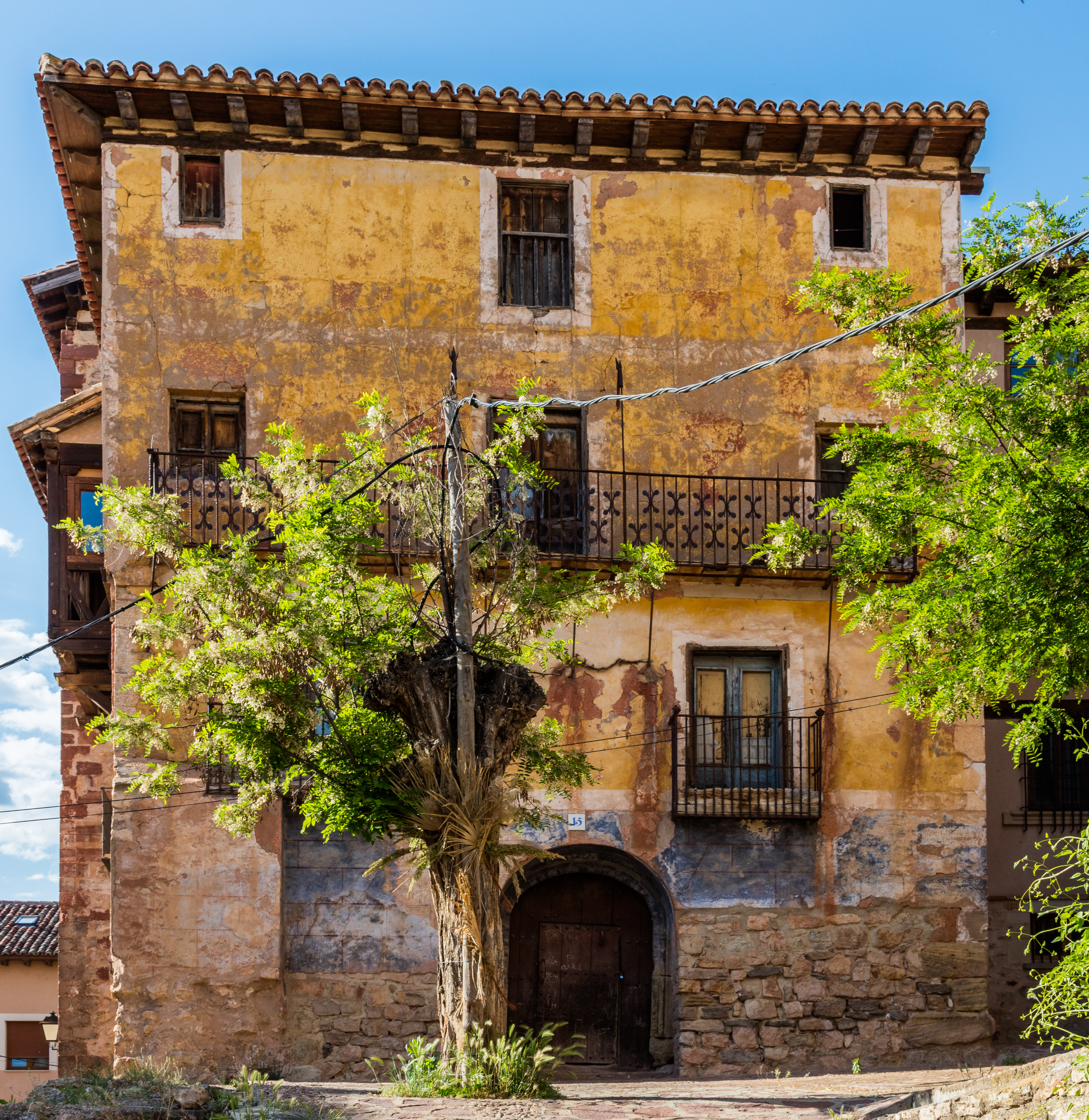
Posada de los Comuneros.

Alrededor de 1139, las tierras fueron tomadas de nuevo por Manrique de Lara, y la zona se constituyó en señorío independiente. En consecuencia, Manrique de Lara fue el primer señor de Molina, y Molina un señorío independiente de las coronas de Aragón y Castilla por más de un siglo y medio, recibiendo un fuero propio. El señorío de Molina estaba formado además de por el municipio de Molina de Aragón, por otras cuatro sexmas: Sexma del Campo, Sexma del Sabinar, Sexma del Pedregal y Sexma de la Sierra.
Enrique II de Castilla donó Molina a su lugarteniente Bertrand du Guesclin, aunque la plebe molinesa —en el contexto de la guerra entre Castilla y Aragón— se rebeló y decidió ponerse bajo la soberanía de Aragón en el año 1366, culminando el proceso tres años más tarde con la aceptación por parte del rey aragonés. De esta pertenencia proviene el nombre actual de la ciudad, antes conocida como Molina de los Caballeros. Retornó finalmente a manos castellanas en 1375, al ser entregado el señorío en la dote matrimonial de Leonor —infanta de Aragón— en su matrimonio con el infante Juan de Castilla.En la localidad quedan restos de una sinagoga medieval.

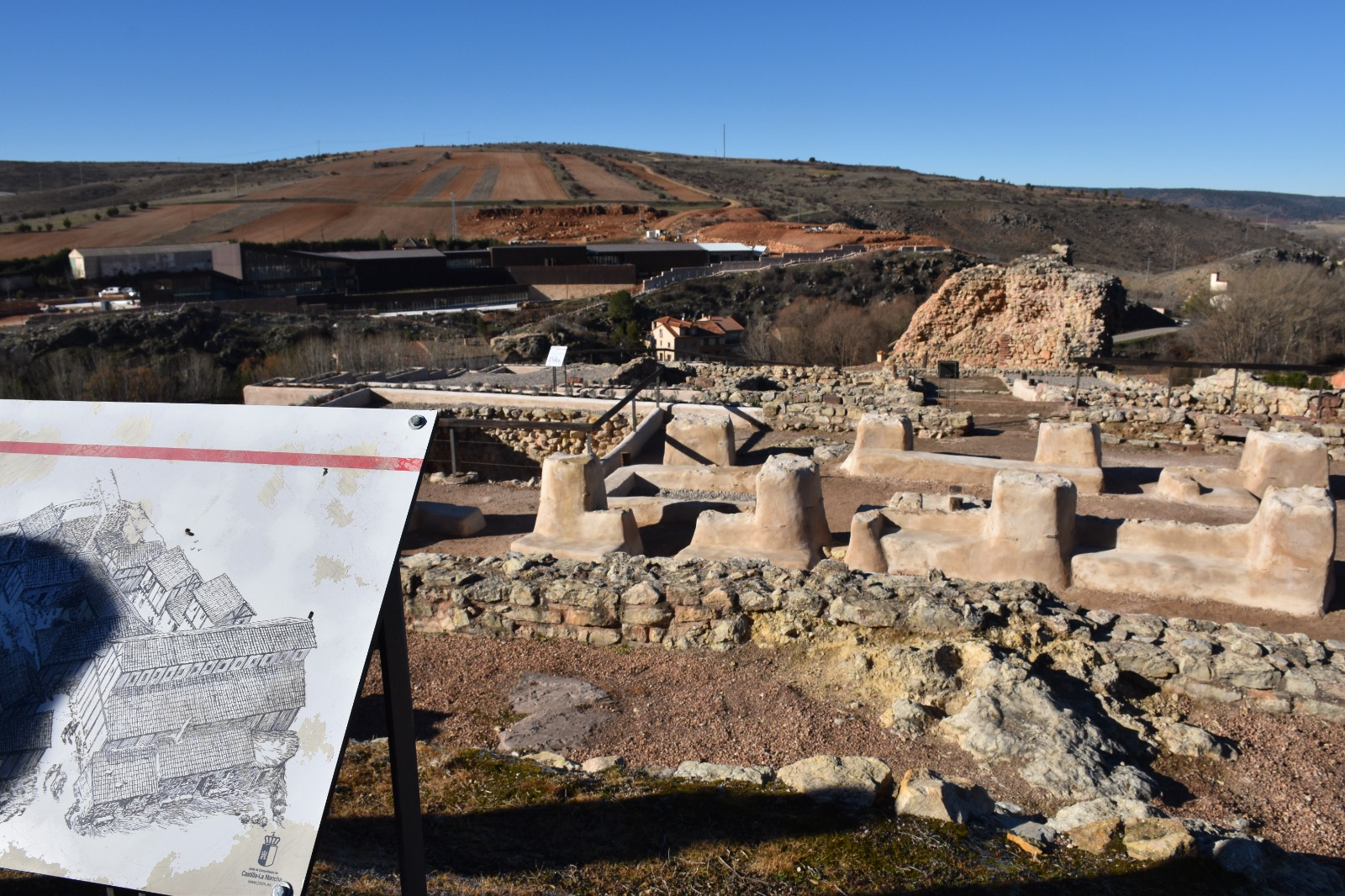
Prau de los Judíos

### Edad Contemporánea
Durante la guerra de Independencia, el comportamiento de resistencia de los habitantes a las tropas napoleónicas, motivó que estas, en represalia, incendiaran la villa. En reconocimiento, las Cortes le concedieron el título de "Muy Noble y Muy Leal Ciudad". A mediados del siglo XIX se planteó en varias ocasiones la demolición del castillo de la localidad. A mediados del siglo XIX, el lugar tenía contabilizada una población de 3453 habitantes. La localidad aparece descrita en el decimoprimer volumen del Diccionario geográfico-estadístico-histórico de España y sus posesiones de Ultramar de Pascual Madoz.

## Demografía
Molina de Aragón cuenta con una población de 3280 habitantes (INE 2024).
| Gráfica de evolución demográfica de Molina de Aragón entre 1842 y 2021 |
| |
| Población de derecho según los censos de población del INE Población de hecho según los censos de población del INEEntre el censo de 1981 y el anterior, crece el término del municipio porque incorpora a Anchuela del Pedregal, Cubillejo de la Sierra y Cubillejo del Sitio |

## Economía
La economía de Molina se centra en el comercio y en el sector servicios. El turismo rural tiene una gran influencia en su economía. El turismo rural es atraído por la naturaleza, la historia y patrimonio cultural tanto de Molina de Aragón como de la comarca del señorío de Molina.
Molina está caracterizada por una alarmante falta de industria, concentrada sobre todo en el polígono industrial de Los Tobares, situado a las afueras de la población en la N-211 en sentido Alcolea del Pinar. En cuanto al sector primario, Molina de Aragón es el centro administrativo comarcal de un área eminentemente agrícola y ganadera.

## Administración y política

### Gobierno municipal
| Alcalde                        | Inicio del mandato | Fin del mandato | Partido | Partido        |
| ------------------------------ | ------------------ | --------------- | ------- | -------------- |
| Antonio Manuel López Polo      | 1979               | 1983            |         | UCD            |
| Antonio Manuel López Polo      | 1983               | 1987            |         | AP (AP-PDP-UL) |
| Antonio Manuel López Polo      | 1987               | 1991            |         | PP (AP)        |
| Julián Martínez Martín         | 1991               | 1995            |         | PSOE           |
| Julián Martínez Martín         | 1995               | 1999            |         | PSOE           |
| Julián Martínez Martín         | 1999               | 2003            |         | PSOE           |
| Pedro Herranz Hernández        | 2003               | 2007            |         | PSOE           |
| David Pascual Herrera          | 2007               | 2011            |         | PSOE           |
| David Pascual Herrera          | 2011               | 2012            |         | PSOE           |
| Jesús Herranz Hernández        | 2012               | 2015            |         | PP             |
| Jesús Herranz Hernández        | 2015               | 2019            |         | PP             |
| Francisco Javier Montes Moreno | 2019               | 2023            |         | PSOE           |
| Francisco Javier Montes Moreno | 2023               | —               |         | PSOE           |

| Partido político                         | 2019    | 2019  | 2019       | 2015    | 2015  | 2015       | 2011    | 2011  | 2011       | 2007    | 2007  | 2007       |
| Partido político                         | Votos   | Votos | Concejales | Votos   | Votos | Concejales | Votos   | Votos | Concejales | Votos   | Votos | Concejales |
| ---------------------------------------- | ------- | ----- | ---------- | ------- | ----- | ---------- | ------- | ----- | ---------- | ------- | ----- | ---------- |
| Partido Socialista Obrero Español (PSOE) | 47,54 % | 860   | 6          | 25,84 % | 478   | 3          | 31,8 %  | 602   | 4          | 33,58 % | 639   | 4          |
| Partido Popular (PP)                     | 29,52 % | 534   | 4          | 38,54 % | 713   | 4          | 35,02 % | 663   | 4          | 42,14 % | 434   | 5          |
| Ciudadanos (Cs)                          | 7,90 %  | 143   | 1          | —       | —     | —          | —       | —     | —          | —       | —     | —          |
| Molina Se Mueve (MSM)                    | 6,91 %  | 125   | —          | 16,38 % | 303   | 2          | —       | —     | —          | —       | —     | —          |
| Izquierda Unida (IU)                     | 6,85 %  | 124   | —          | 9,41 %  | 174   | 1          | 22,56 % | 427   | 2          | 22,81 % | 434   | 2          |
| Independientes por Molina (IPM)          | —       | —     | —          | 8,59 %  | 159   | 1          | 8,29 %  | 157   | 1          | —       | —     | —          |

## Cultura
El Museo de Molina se trata de un museo comarcal ubicado en la localidad que promueve el interés por la paleontología, mediante diferentes actos como exposiciones, publicaciones y seminarios. Cuenta con colecciones de paleontología, arqueología y de fauna (entomología) y flora.

## Símbolos
El escudo heráldico que representa al municipio se define con el siguiente blasón:

1.º de azur, la barra de plata, acompañada de dos ruedas de molino, del mismo metal; 2.º, de azur, un brazo defendido de oro, la mano de plata, teniendo entre los dedos índice y pulgar un anillo de oro. En punta, de azur, cinco lises de oro, puestas en aspa. Al timbre, corona real cerrada.
Boletín de la Real Academia de la Historia, año 1976, p.420.

## Patrimonio histórico-artístico

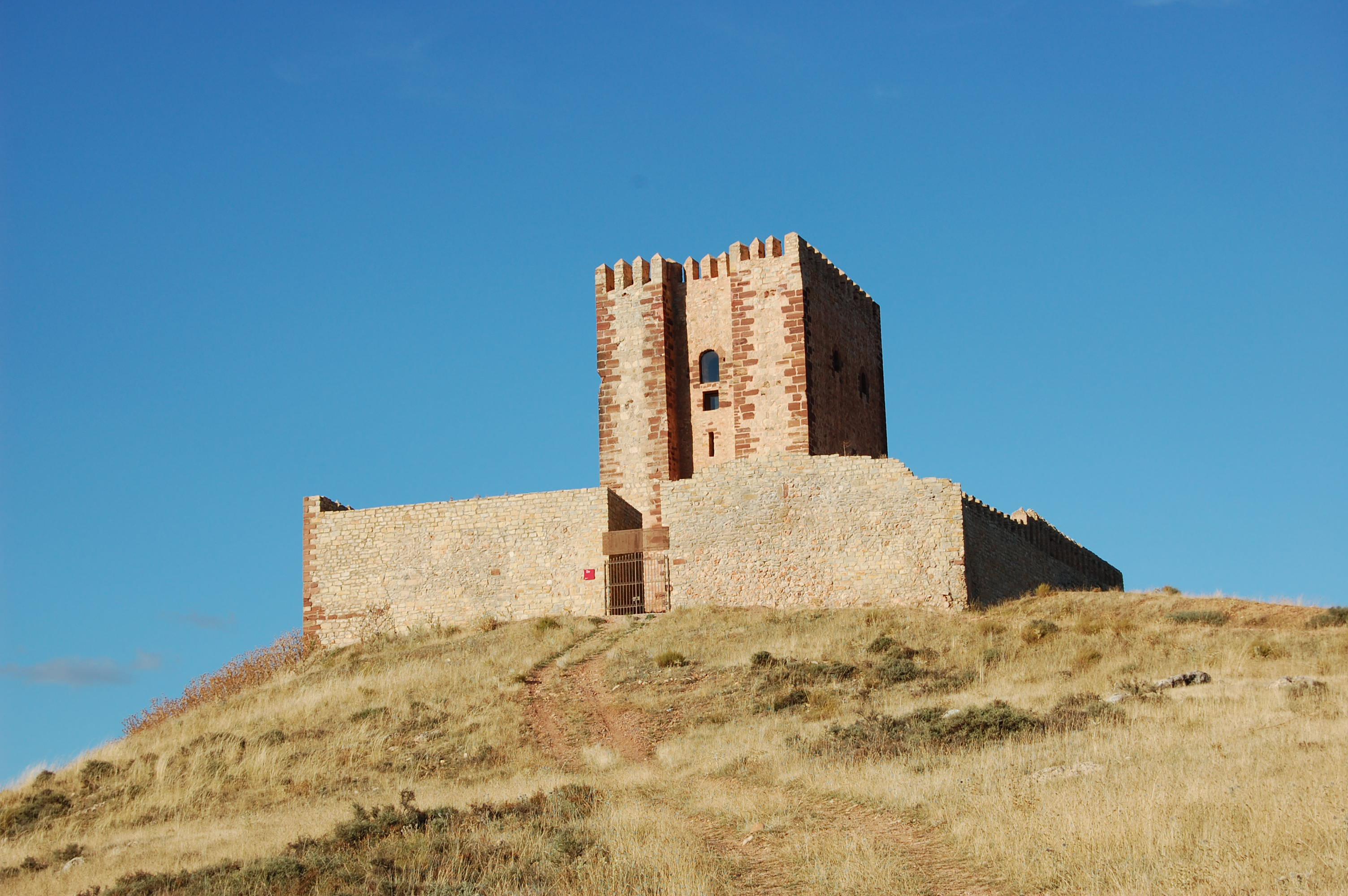
Torre de Aragón

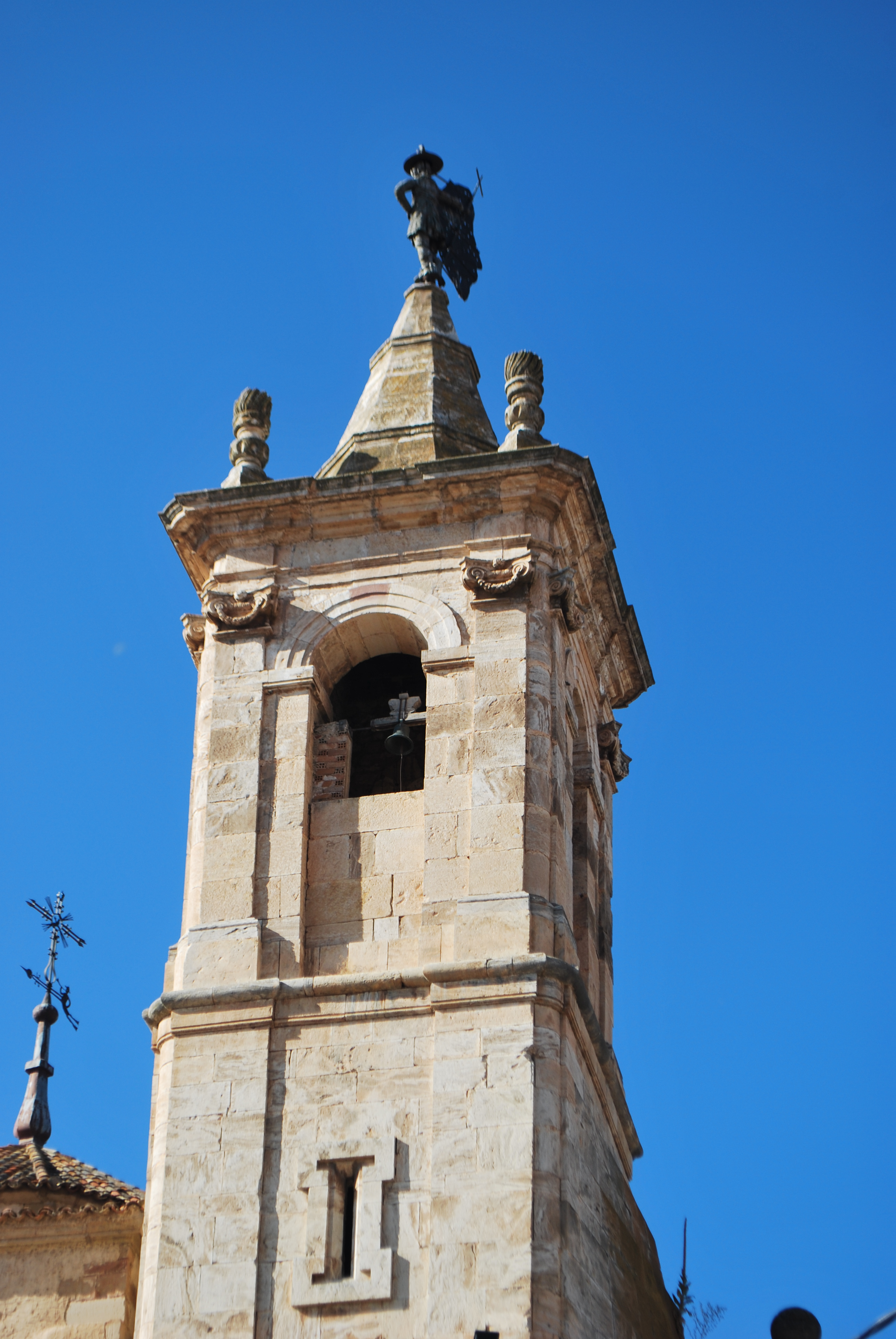
Giraldo en el campanario del antiguo monasterio de San Francisco, que está coronada por «el Giraldo», una veleta visible desde muchos puntos de la localidad.

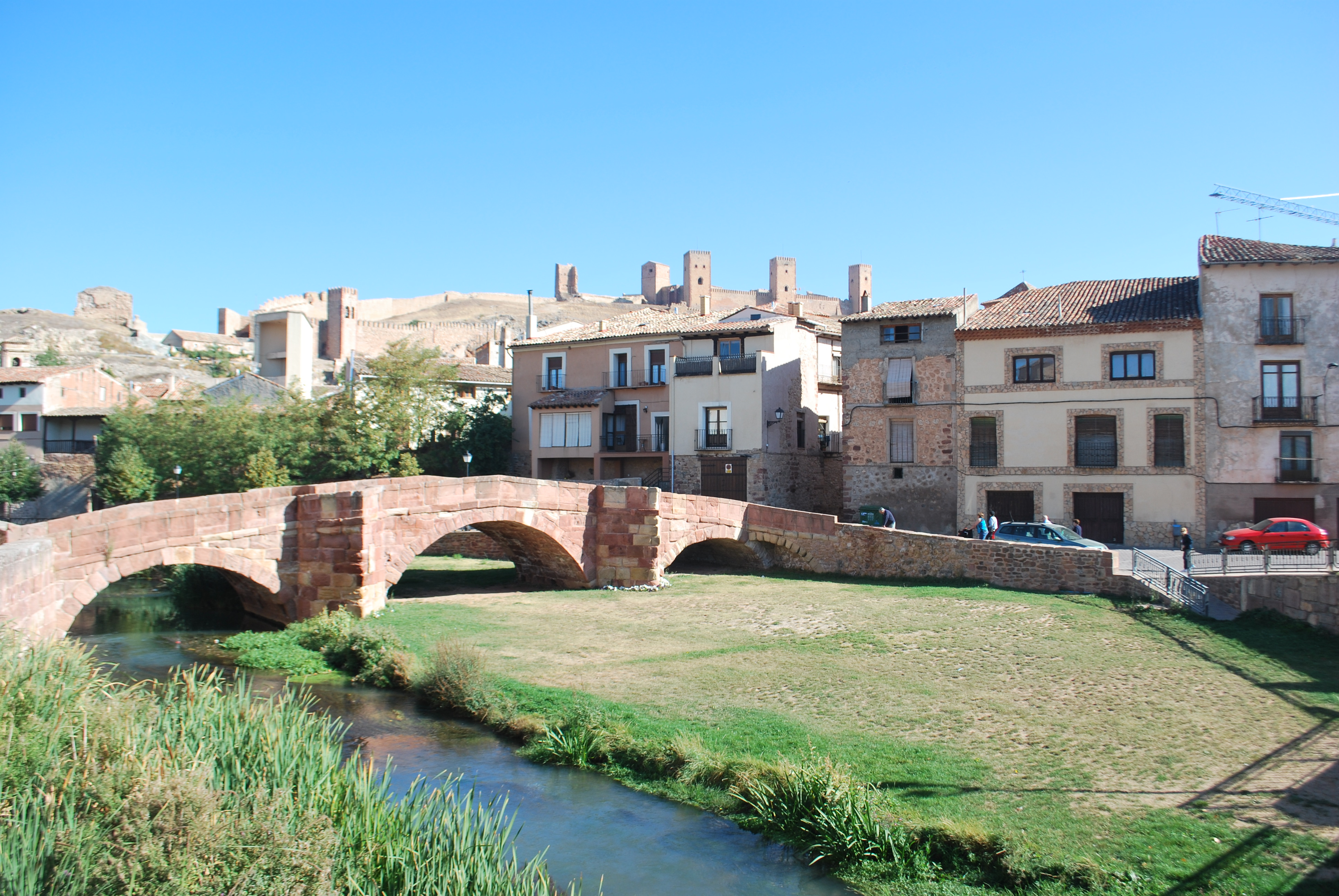
Puente viejo sobre el río Gallo del, al fondo el alcázar.

En la localidad se encuentra el castillo de Molina de Aragón, uno de los más grandes de España, además del monasterio de San Francisco, la iglesia de San Gil, con un destacable retablo y la iglesia de San Martín.
En la localidad también se encuentran restos de su muralla, el puente románico (llamado puente viejo), el barrio de la morería y el barrio de la judería. En general el pueblo conserva buena parte de su patrimonio medieval con importantes restos arqueológicos en el denominado "Prao de los Judíos".

## Fiestas locales
- Fiestas patronales de El Cristo de Las Victorias (del 30 de agosto al 5 de septiembre).
- El Carmen (16 de julio), declarada de interés turístico regional.
- La Inmaculada (8 de diciembre). Bula papal para celebración de misa de 0 h.
- Feria Medieval (Tercer fin de semana de junio).
- San Cristóbal (3.º/4.º sábado de julio).
- Butrón.
- Loa a la Virgen de la Hoz (Domingo de Pentecostés).

## Localidades hermanadas
- Vouillé (Francia, desde 2005)[35][36]